# Андо, Аджоа
Аджоа Андо (англ. Adjoa Andoh, род. 14 января 1963, Бристоль, Великобритания) — британская актриса кино, телевидения, театра и радио. Играла главные роли в Королевском придворном театре и Театре Алмейда. Также снималась в сериале «Доктор Кто» в роли Франсин Джонс. Мать англичанка работала учительницей, отец был музыкантом из Ганы, Андо выросла в деревне Виквар в графстве Глостершир, изучала право в Политехническом институте Бристоля, но после двух лет бросила учебу и занялась актерской карьерой. Замужем за преподавателем Говардом Каннеллом, у них трое детей.

## Карьера
Свою телевизионную карьеру Андо начала в 1990 году с сериала «Жители Ист-Энда», в котором сыграла роль Карен в десяти эпизодах, также играла в популярной британской медицинской драме «Катастрофа», а также роль в сериале "Доктор кто" (3 сезон). Кроме того, среди фильмографии Андо нужно отметить роль Нэннеке в 2021 году в сериале «Ведьмак», в 2020 году сыграла роль Леди Дэнбери в сериале «Бриджертоны». Также в 2011 году Аджоа Андо сыграла роль Патологоанатома в сериале «Закон и порядок: Великобритания», в 2020 году снялась в сериале «Безмолвный свидетель» в роли Нины Розен. Кроме того, Аджоа Андо много работала в театре, среди ее работ: «Его темные материалы», «Вещи случаются» и «Трагедия мстителя», сыгранные в Королевском Национальном Театре.

## Избранная фильмография
| Год  |    | Русское название                   | Оригинальное название                 | Роль  |
| ---- | -- | ---------------------------------- | ------------------------------------- | ----- |
| 2024 | мф | Уоллес и Громит: Самая дикая месть | Wallace & Gromit: Vengeance Most Fowl | судья |

## Награды
- Член ордена Британской империи (13 июня 2025 года)[9]